# Енглески кокер шпанијел
Енглески Кокер Шпанијел је будан, компактно грађен пас, средње величине са дугим ушима које сежу до врха носа.

## Спољашњост
Пас је снажан и фино избалансираног тијела, али никако није груб. Горња линија лобање је (скоро) паралелна са горњом линијом њушке, а њушка је исте дужине као и лобања. Тамне или бадемасте, овалне очи би требало да имају дирљив, али и интелигентан израз. Длака је средње дужине. Ноге, као и доња страна тијела су добро покривене длаком. Врх њушке је црне или, евентуално смеђе боје, у зависности од боје длаке (одгајивачи више преферирају црни врх њушке). Ова раса има јаку вилицу са маказастим загризом. Горња линија леђа је скоро водоравна, са лаганим нагибом према доле од врата ка коријену репа. Прса су развијена и широка, али ипак не превише широка, како не би угрожавала ефикасно кретање које ову врсту карактерише. Реп је купиран, иако се, по новим стандардима, забрањује купирање репа. Шапе су заобљене, налик на мачје. Боја длаке може бити црна, боја јетре, црвена, вишебојна комбинација (боја мермера), као и бијела са црним флекама. Такође су могуће и појаве 'паљевине'. Постоје два типа Енглеског Кокер Шпанијела: пољски (field) и шумски (show). 'Пољски' тип има краће и рјеђе крзно. Вишебојне комбинације су прихватљиве, али на једнобојним псима, бијеле флеке су допустљиве само на прсима.

## Темперамент
Енглески Кокер Шпанијел је срчан, енергичан, радостан и допадљив, љубак и њежан пас. Овај живахни пас је изврстан са дјецом: њежан и увијек спреман за игру, али не трпи много задиркивање. Дружељубив је са странцима, умјерен у лајању и извршава, са пуно поштовања, дате му наредбе. Изванредан је као пас за дружење. Генерално је ово врста коју треба доста изводити напоље, иако постоје и резервисане јединке. Темперамент широко варира. Неке кује знају бити доминантне и не би требало да имају не-доминантне власнике. Мужјаци, са друге стране су много више спремни за сарадњу. 'Пољски' тип је можда превише активан за доброг љубимца. Тренинг кокера мора бити веома пажљив, али ипак строг, пошто је ова врста веома осјетљива, а са друге стране, независна и интелигентна. Добро се понашају са мачкама у кући.
Према истраживању из 2002. године, проведеном над 487 кокера, само 1% паса је агресивно на људе и 2% је агресивно на друге псе.

## Здравље
Склони су инфекцији ушију. У току љета, уши би требало чешће провјеравати. Како су у сталном додиру са земљом, лако покупе крпеље, и разне траве, које често могу да изазову и глувоћу. Такође, због сталног њушкања, и очи често могу да оболе. Најчешће болести очију су катаракта (која је најчешће насљедна), као и очни глауком. Мужјаци могу имати репродуктивних проблема у виду повучених тестиса. Енглески кокери такође могу имати и проблема са бубрезима.

## Историја
Први подаци о постојању шпанијела долазе из описа Гастона Фибуса (Gaston Phebus) у 14-ом вијеку. Без обзира на то, тек је 500 година касније, енглески су шпанијели подијељени у 7 раса:
Кламбер,
Сасекс,
Велшки Шпрингер,
Енглески Шпрингер,
Пољски (Field)
Ирски Водени (Water),
и Кокер.
Све ове расе су настале од шпанијела који су увезени у Енглеску много вијекова прије. Кокер и Шпрингер су развијани заједно, са једном разликом, величином. По овој особини су се разликовали све до 1892. када их је Кинолошки Савез Енглеске (Kennel Club of England) признао као различите расе. Касније, у 1940-им, Амерички и Канадски кинолошки савез су признали Енглеског Кокер Шпанијела као посебну врсту у односу на Америчког Кокер Шпанијела. Име Кокер (енгл. Cocker) долази од енглеске ријечи woodcock, што значи шљука. За лов ове птице су кокери у почетку и били узгајани. Кокери су генерално добри у лову пернате дивљачи. Добри су у апорту, и у лову по неприступачним или тешко приступачним теренима. Данас, Енглески Кокер Шпанијел се чешће користи као пас за дружење, због природно доброг карактера. Оно по чему је ова раса прилично позната и талентована су сљедеће ствари:
праћење трага,
лов,
апорт (добављање),
мотрење,
агилност 
и такмичарска послушност.

## Карактеристике расе

### Општи изглед
Радостан, робустан, спортски добро избалансиран, компактан са приближно истим растојањем од гребена до земље, и од гребена до коријена репа.

### Карактеристике
Пријатељска нарав са неуморним померањем репа, показује једно типично живахно кретање, поготово код трага, неустрашив и неопходан у шикарама. Веома је разигран и воли децу.

### Нарав
Њежан и привржен, при томе пун живота и полета.

### Глава и лобања
Квадратична њушка са израженим стопом који се налази у средини растојања од врха носне печурке до потиљне кости. Лобања је добро развијена, јасно исклесана, нити префина, нити груба. Образи нису испупчени. Нос довољно велики за лако примање слабих мириса.

### Очи
Велике, али не испупчене. Тамне боје, никада свијетле, али код паса чија је боја јетрено браон, јетрено браон мелирано и јетрено браон и бијела са светлом бојом бадема, боја очију је у складу са бојом длаке. Са интелигентним и нежним изразом, сјајне, продорне, напети рубови капака.

### Уши
Опуштене, усађене у висини очију допиру до врха носне печурке. Кожа тамна. Добро покривене дугом, равном свиленкастом длаком.

### Зубало
Снажне вилице са перфектним, правилним и потпуним маказастим зубалом, при чему горњи секутићи без размака налијежу унутрашњом страном на сјекутиће доње вилице. Зуби стоје вертикално у вилици.

### Врат
Средње дужине, мишићав. Лепо повезан са добро косим плећкама. Сув врат.

### Предње ноге
Плећке косе и суве. Ноге су снажних костију, равне, довољно кратке за концентрисан снажан покрет. Не прекратке да онемогућују велику покретљивост која се очекује од овог врсног ловачког пса.

### Тело
Снажно, компактно. Грудни кош добро развијен, дубоко постављена грудна кост, ни широк ни узан гледано од напред. Ребра добро засвођена, чврста равна леђа. Слабине кратке и широке, сапи благо нагнуте.

### Задње ноге
Широке, добро заобљене веома мишићаве. Снажне кости. Добро угловано кољено и скочни зглоб што омогућава добар потисак.

### Шапе
Чврсте, сличне мачјим, дебели јастучићи.

### Кретање
Беспрекорна акција са снажним потиском и освајањем простора.

### Реп
Усађен нешто испод леђне линије. Мора се радосно померати и равно носити и никада у вис. Купира се уобичајено, али не јако кратко да се погледом не уочава, нити предуго како се не би умањило неуморно радосно махање при раду.

### Длака
Равна, свиленкаста, никада оштра или таласаста, не преобилна никада увијена. Тијело, предње ноге и задње ноге изнад скочног зглоба добро одлакани.

### Боја
Различита. Код једнобојних бјелина није дозвољена осим на грудима.

## Савет одгајивача
Енергија: средња
Вјежбе и шетње: 40 до 60 минута на дан.
Ова се раса лако прилагођава ситуацији у породици, међутим не треба заборавити до су то ипак ловачки пси, који као такви, морају имати довољно вјежбе. Пси ове расе, углавном, воле да пливају, па је потребно на ово обратити пажњу ако се налазите у близини воде.
Стрес изазван остављањем самог пса у кући: низак
Обичај да лају: средњи
Транспорт: једноставан
Ниво агресивности: низак
Компатибилност са другим животињама: висока
Компатибилност са дјецом: висока
Четкање и шишање: често
Длака се мора редовно четкати (једном седмично). Вишак длаке око и испод ушију мора бити уклоњен, како би се осигурала адекватна вентилација, чиме се спречавају инфекције. Такође, длака око шапа и јастучића тражи редовну пажњу. Ове би псе требало шишати 3 до 4 пута годишње. Било би добро научити шишати свог кокера, због овако честе потребе за шишањем.
Остали проблеми:
Кокери који живе у кући или стану, могуће је да имају проблема са шапама, односно кожом између јастучића. Ово се јавља послије честих прања шапа које се никако не осуше, послије чега се јавља црвенило. Ово црвенило коже између јастучића, може бити веома болно за вашег кућног љубимца, па је потребно послије сваког прања шапа обратити пажњу на сушење предјела између јастучића. Ова се област може додатно посушити коришћењем пудера. Такође би било добро користити и неку крему (Павловићева маст или нешто слично) пошто су јастучићи, када се осуше изразито суви и храпави.
Будући да су им репови купирани и да као кућни пси чешће једу кувану храну, а због своје прождрљивости, могуће је да често добију дијареју из чега слиједе и могуће упале аналне жлијезде. Аналну жлијезду НИПОШТО не циједити, него пунктирати!